# Ganache

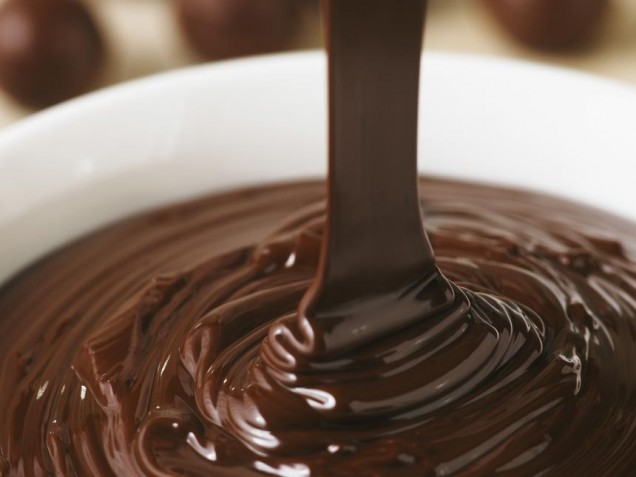
Ganache

Ganache is een crème voor de garnering van nagerechten, de vulling van taarten en van bonbons. Ganache bestaat uit slechts twee ingrediënten: chocolade en een vloeistof, zoals slagroom, koffie of thee, vruchtenpuree of -sap. Door verschillende verhoudingen te gebruiken, kan men een stevige of slappe ganache maken. Chocolatiers gebruiken de ganache als vulling voor bonbons.